# Murti

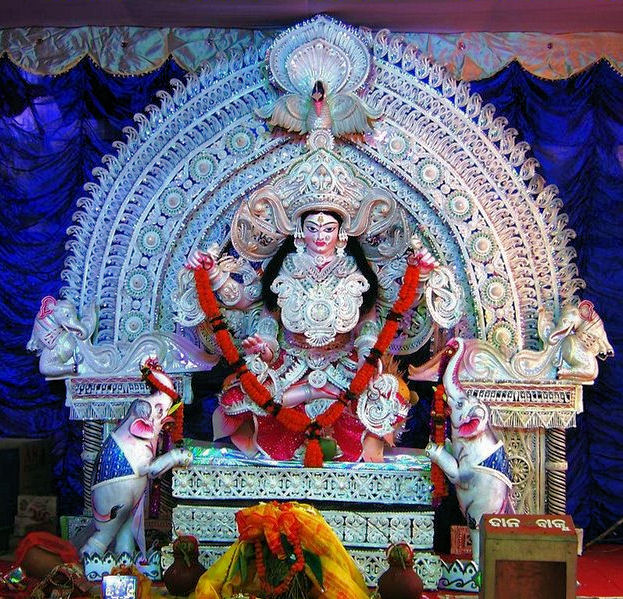
Wizerunek bogini Gadźalakszmi

Murti (dewanagari: मूर्ति) – w hinduizmie wizerunek wyrażający boskiego ducha lub bóstwo.
Może nim być naturalny przedmiot, na przykład kamień śalagrama, specjalnego kształtu muszla, roślina itp., lub też stworzony ręką ludzką obraz czy rzeźba, najczęściej w formie antropo- lub zoomorficznej. W tym ostatnim przypadku najczęściej występuje bogata symbolika, przekazywana za pomocą licznych atrybutów bóstwa. Sam wizerunek powinien być wykonany zgodnie z tradycyjnymi zaleceniami Śilpaśastry. Murti nie jest uważane za siedzibę bóstwa, służy jedynie jako narzędzie ułatwiające nawiązanie z nim kontaktu podczas pudźi lub medytacji.
Stąd też często się zdarza, że po spełnieniu swej funkcji, murti są rytualnie niszczone, np. posągi Ganeśi wrzucane do oceanu, wykonane z gliny figurki Durgi są wrzucane do rzeki, wizerunki Dźagannatha palone itd.